# Pseudoclithria fossor
Pseudoclithria fossor är en skalbaggsart som beskrevs av Lea 1914. Pseudoclithria fossor ingår i släktet Pseudoclithria och familjen Cetoniidae. Inga underarter finns listade i Catalogue of Life.